# Ле-Ом
Ле-Ом (фр. Le Hom) — новая коммуна на севере Франции, регион Нормандия, департамент Кальвадос, округ Кан, центр кантона Ле-Ом. Расположена в 30 км к югу от Кана, в 20 км от автомагистрали А84 "Дорога эстуарий", на правом берегу реки Орн.
Население (2018) — 3 659 человек.

## История
Коммуна образована 1 января 2016 года путем слияния пяти коммун: 
- Амар
- Комон-сюр-Орн
- Кюрси-сюр-Орн
- Сен-Мартен-де-Саллан
- Тюри-Аркур

Центром коммуны является Тюри-Аркур. От нее же к новой коммуне перешли почтовый индекс, код INSEE и статус центра кантона Тюри-Аркур. На картах в качестве координат Ле-Ома указываются координаты Тюри-Аркура.

## Достопримечательности
- Развалины шато Аркур XVII-XVIII веков
- Церковь Святого Спасителя XII века в романском стиле в Тюри-Аркур
- Церковь Святого Иоанна Крестителя в Кюрси-сюр-Орн

## Экономика
Структура занятости населения:
- сельское хозяйство — 1,0 %
- промышленность — 7,8 %
- строительство — 4,4 %
- торговля, транспорт и сфера услуг — 38,6 %
- государственные и муниципальные службы — 48,2 %

Уровень безработицы (2017) — 10,6 % (Франция в целом —  13,4 %, департамент Кальвадос — 12,5 %). 

Среднегодовой доход на 1 человека, евро (2018) — 20 390 (Франция в целом — 21 730, департамент Кальвадос — 21 490).

## Администрация
Пост мэра Ле-Ома с 2016 года занимает Филипп Лагаль (Philippe Lagalle). На муниципальных выборах 2020 года возглавляемый им независимый список был единственным.
| Период | Период | Фамилия       | Партия | Примечания                                                   |
| ------ | ------ | ------------- | ------ | ------------------------------------------------------------ |
| 2016   |        | Филипп Лагаль |        | инженер по вооружению, член Генерального совета департамента |

## Галерея

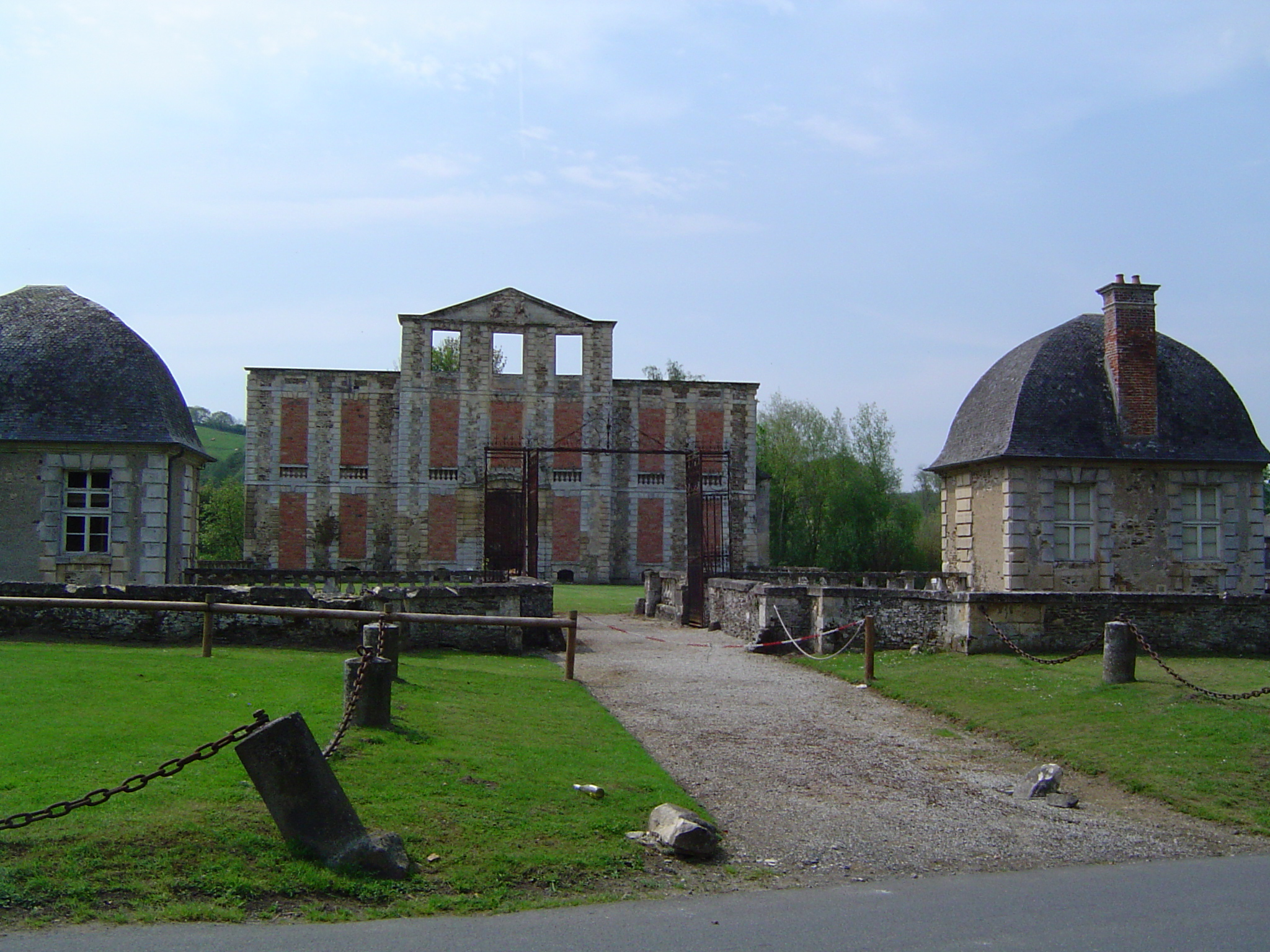
Шато Тюри-Аркур
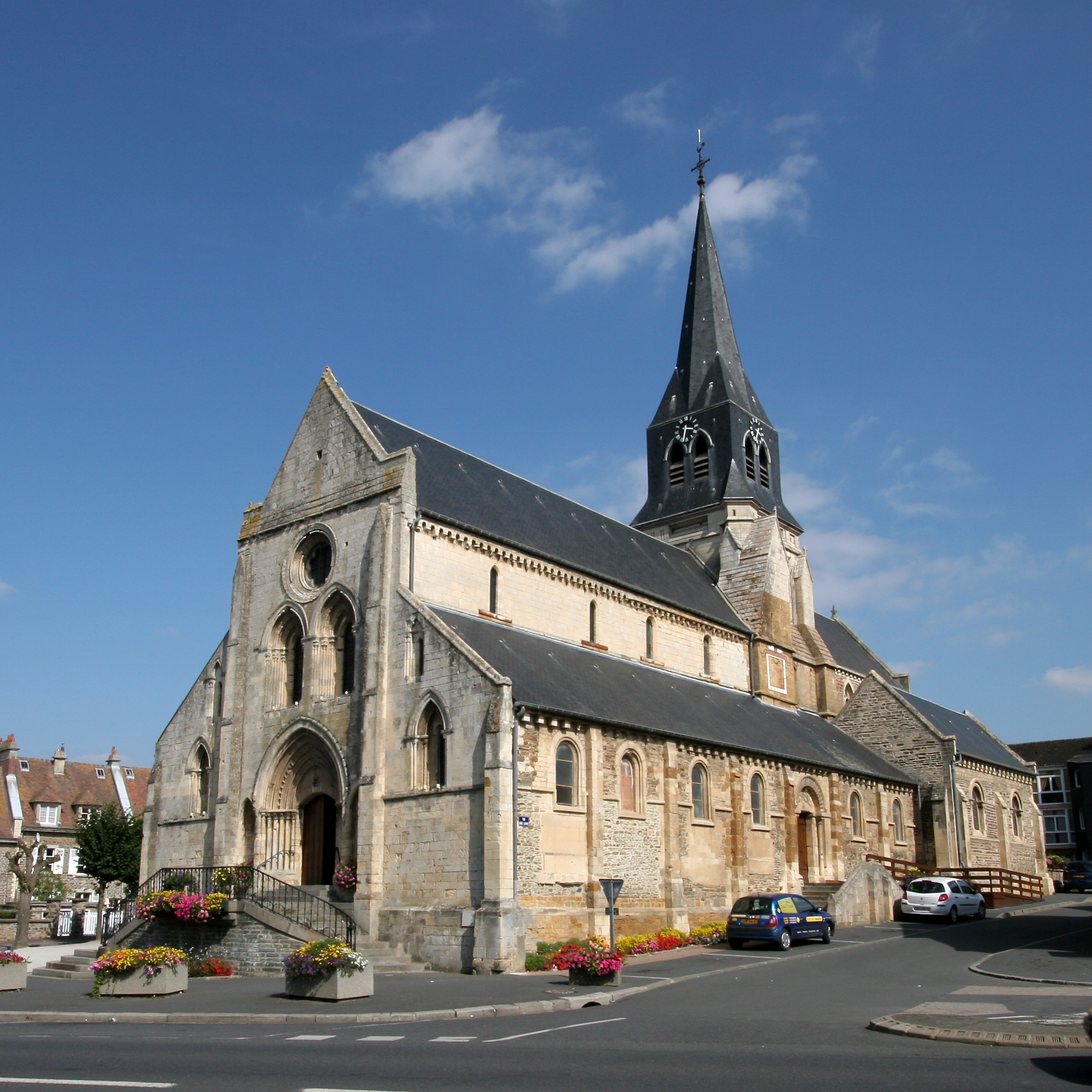
Церковь Святого Спасителя
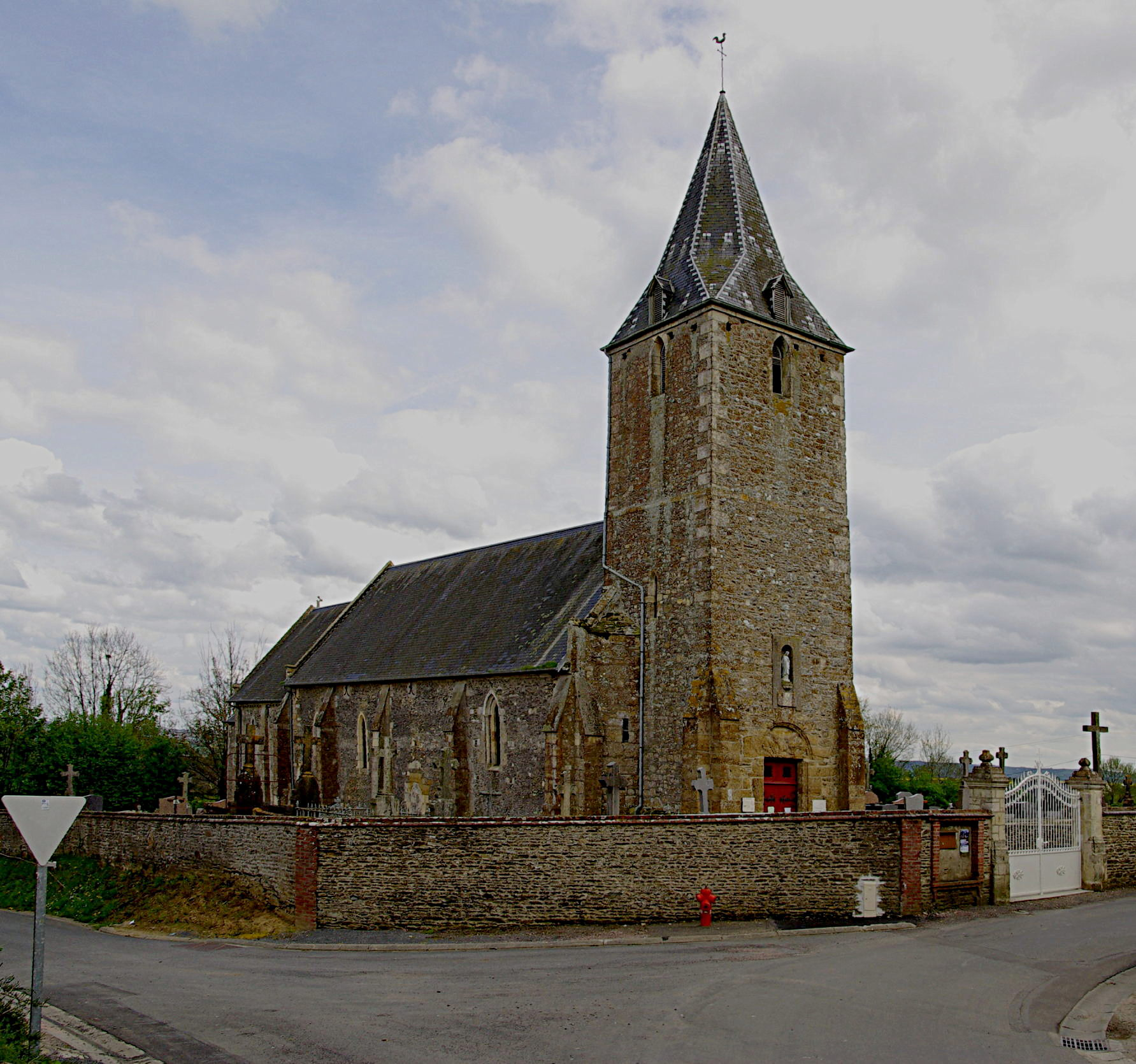
Церковь Святого Иоанна Крестителя